# Sam Hanks
Sam Hanks ( Ohio, SAD, 13. srpnja 1914. -  Pacific Palisades, Kalifornija, SAD, 27. lipnja 1994. ) bio je američki vozač automobilističkih utrka.
Prvi naslov osvojio je 1937. u prvenstvu American Motorcyclist Association. Godine 1940. osvaja naslov u VFW Motor City Speedway prvenstvu. AAA prvenstvo osvojio je 1949. i 1953. Hanks je nastupao čak 13 puta na utrci 500 milja Indianapolisa, a tek iz zadnjeg pokušaja 1957. pobijedio je u utrci. Iako je nakon 1956. odlučio da se neće više natjecati na Indianapolisu 500, ipak ga je George Salih, vlasnik Hanksove momčadi, uspio nagovoriti za nastup na sljedećem izdanju, te se Hanks upisao na listu pobjednika Indianapolisa 500.
Sam Hanks je 1984. primljen u National Midget Auto Racing Hall of Fame. Godine 1998. primljen je u National Sprint Car Hall of Fame, a dvije godine kasnije u Motorsports Hall of Fame of America.

## Indianapolis 500
| Sezona | Momčad              | Šasija       | Motor       | Grid | Poredak      |
| ------ | ------------------- | ------------ | ----------- | ---- | ------------ |
| 1940.  | Duray               | Weil         | Duray       | 14.  | 13.          |
| 1941.  | Tom Joyce 7-Up      | Kurtis Kraft | Offenhauser | 33.  | Nije startao |
| 1946.  | Spike Jones         | Stevens      | Sampson     | 3.   | Odustao      |
| 1948.  | Flavell             | Adams        | Sparks      | 15.  | Odustao      |
| 1949.  | Love Machine & Tool | Kurtis Kraft | Offenhauser | 23.  | Odustao      |
| 1950.  | Merz Engineering    | Kurtis Kraft | Offenhauser | 25.  | Odustao      |
| 1951.  | Schmidt             | Kurtis Kraft | Offenhauser | 12.  | Odustao      |
| 1952.  | Bardahl             | Kurtis Kraft | Offenhauser | 5.   | 3.           |
| 1953.  | Bardahl             | Kurtis Kraft | Offenhauser | 9.   | 3.1          |
| 1954.  | Bardahl             | Kurtis Kraft | Offenhauser | 10.  | Odustao      |
| 1955.  | Jones & Maley       | Kurtis Kraft | Offenhauser | 6.   | Odustao      |
| 1956.  | Jones & Maley       | Kurtis Kraft | Offenhauser | 13.  | 2.           |
| 1957.  | Belond Exhaust      | Epperly      | Offenhauser | 13.  | 1.           |

- ^  Bolid je dijelio s Duaneom Carterom.

## Vanjske poveznice
Sam Hanks na racing-reference.info